# Ramon Jordana i Morera
Ramon Jordana i Morera (Cervera, Segarra, 18 d'octubre de 1839 – Madrid, 15 de març de 1900) va ser un enginyer forestal, botànic i entomòleg català.
Germà de Josep Jordana i Morera, també enginyer forestal, fou el número u de la promoció del 1859 de la Escuela Especial de Ingenieros de Montes, on més endavant exerciria ell mateix com a professor. Participà en els treballs de la comissió del Mapa Forestal peninsular, y el 1873 fou enviat a les Filipines com a inspector forestal, on s'estigué fins al 1885, any en què retornà a Madrid. Allà, va col·laborar estretament amb Sebastià Vidal i Soler Bon observador i gran naturalista publicà el mateix any del seu regrés a Espanya una monografia sobre la història natural de l'arxipèlag filipí, amb una introducció informativa i l'inventari dels insectes que descrits o citats com procedents de les Filipines, il·lustrat amb làmina a color amb les espècies més vistoses reproduïdes a mida natural. Jordana va realitzar la primera catalogació completa de tota la fauna filipina coneguda a finals de segle xix, amb especial atenció als insectes, seguint el criteri dels autors que en el seu dia van estudiar els materials d'Hugh Cuming, de Carl Semper o de Karl Ernst von Baer i van anar publicant els resultats.
Publicà memòries sobre la producció de les zones forestals públiques filipines, així com Bosquejo geográfico e histórico-natural del archipiélago filipino (1885), Guía del viajero de Barcelona a Manila por el canal de Suez (1886) i La inmigración china en Filipinas (1888).